# Frontera entre Noruega y Rusia
La frontera entre Noruega y Rusia consiste en un límite terrestre de 195.7 kilómetros entre Sør-Varanger, en Finnmark (Noruega), y el distrito de Petsamo, Múrmansk (Rusia), y 23.2 kilómetros de frontera marítima en el Varangerfjord. Además, consta de una frontera entre las zonas económicas exclusivas (ZEE) de los dos países en el mar de Barents y el océano Ártico. Entre 1944 y 1991 la frontera era entre Noruega y la Unión Soviética. Hay un solo cruce fronterizo, en E105, ubicado en Storskog en Noruega y Borisoglebsky (Boris Gleb) en Rusia. El lado noruego es patrullado por la Guarnición de Sør-Varanger y está bajo la jurisdicción del Comisionado de Fronteras noruego , mientras que el lado ruso es patrullado por el Servicio de Guardia Fronteriza de Rusia.
La frontera se definió como una marca por medio del tratado de Nóvgorod en 1326 y separaba las partes sami que podían ser gravadas por Noruega y Rusia. El límite fue definido por un tratado en 1826 y esencialmente sigue siendo el mismo en la actualidad. En 1920, Petsamo fue cedida a Finlandia y la frontera se convirtió en parte de la frontera entre Finlandia y Noruega. La frontera obtuvo su trazado actual en septiembre de 1944 luego de la firma del Armisticio de Moscú entre la Unión Soviética y Finlandia, por el cual esta última perdió la región de Petsamo y su abocado en el océano Ártico. Durante la Guerra Fría, la frontera fue una de dos entre la Organización del Tratado del Atlántico Norte (OTAN) y la Unión Soviética, y siendo la otra aquella entre la Unión Soviética y Turquía. De 1991 a 1999 fue la única frontera entre Rusia y la OTAN.
Ubicada más allá del círculo Ártico, en el norte de Laponia, es la frontera terrestre europea más septentrional. Una gran parte de esta frontera (112 de los 196 km) está marcada por el Pasvikelva, un río costero que se desemboca en el fiordo de Varanger, y a su extremidad noreste por el Jakobselva, otro río costero.

## Geografía

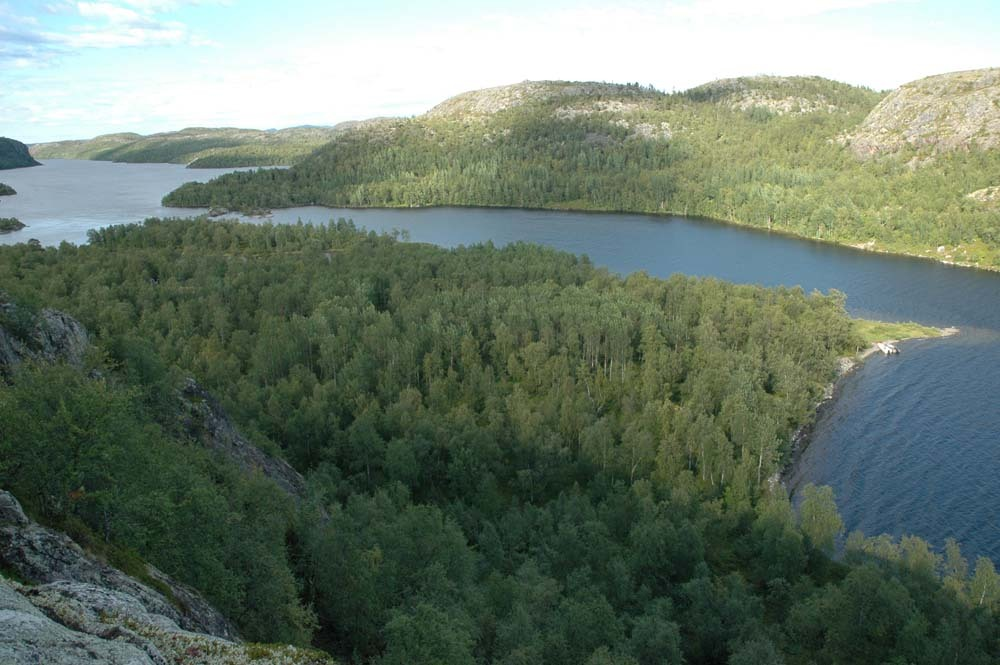
Harefossen.

El río Pasvikelva tiene 128 kilómetros de largo y atraviesa el valle de Pasvikdalen. El río drena el lago Inari de Finlandia y desemboca en Varangerfjord en Elvenes. Después de una sección muy corta en Finlandia, el río recorre 22 kilómetros por Rusia antes de llegar a la frontera entre Noruega y Rusia, y luego actúa como un río limítrofe por 106 kilómetros. Antes de ser represado, el río consistía en nueve lagos y quince cascadas. Originalmente era posible viajar en bote por toda la longitud del río, pero las siete presas actuales lo dificultan ya que los botes deben ser transportados más allá de las presas. El río cae 114 metros y la diferencia de altura se regula y se utiliza para hidroelectricidad. Finlandia recibe una compensación por el impacto en el lago Inari, que está regulado por una diferencia de nivel de 1,75 metros.

## Historia

### Frontera abierta

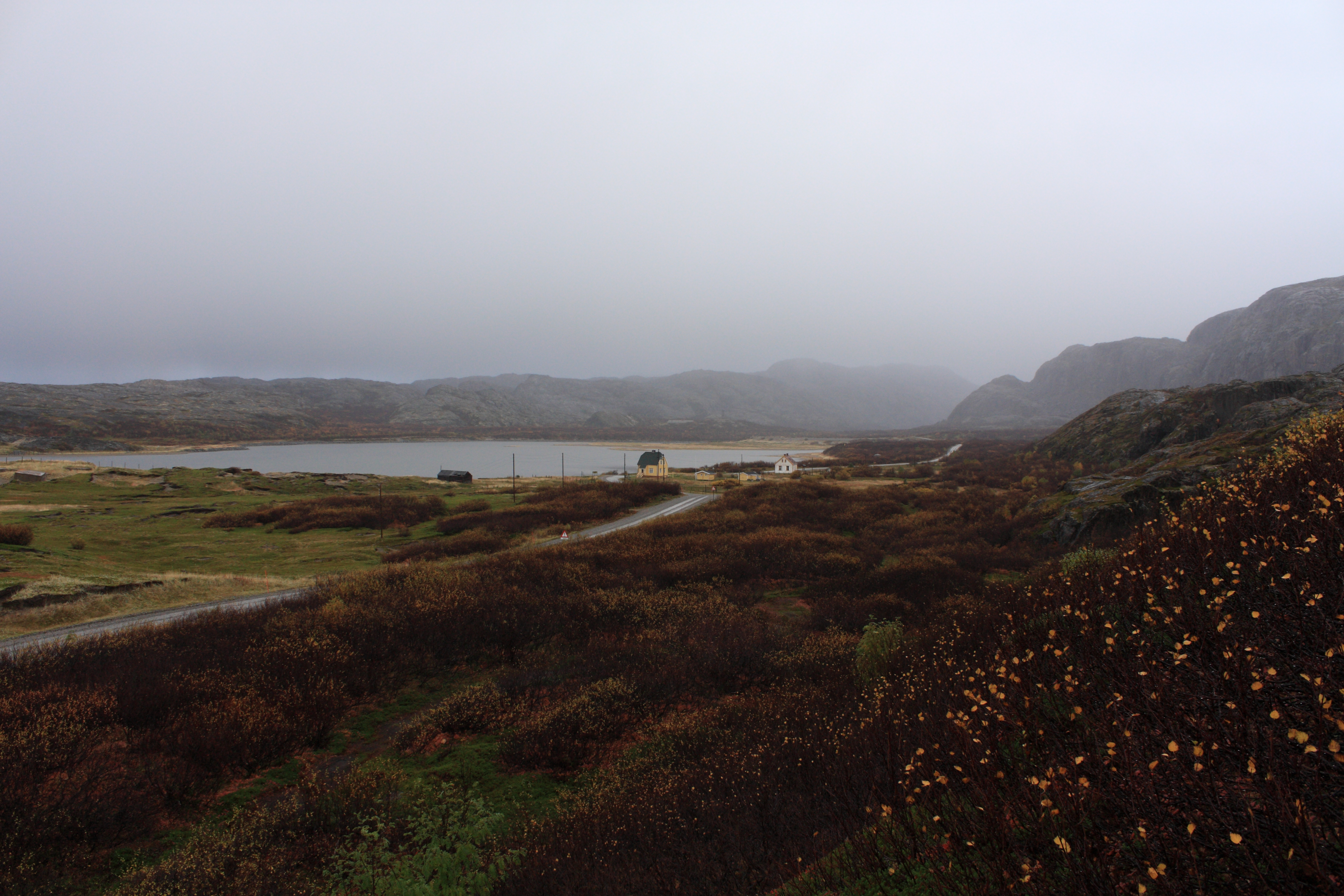
Grense Jakobselv de lado noruego.

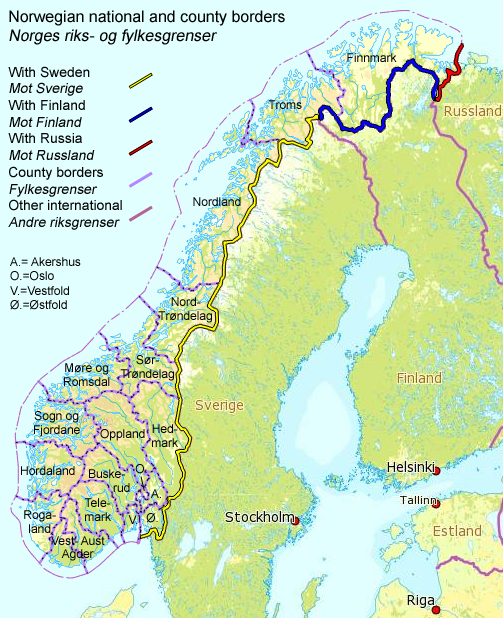
Fronteras nacionales de Noruega:
Suecia
Finlandia
Rusia

Desde el siglo XI, Olaf III de Noruega consideraba que las fronteras de su país llegaban al mar Blanco. Los primeros noruegos comenzaron a mudarse a Finnmark en el siglo XIII. La fortaleza de Vardøhus fue erigida por Noruega en 1300 más al este que la frontera terrestre actual, lo que respalda la propiedad noruega de la tierra en la península de Varanger. No hubo asentamientos noruegos permanentes en la península de Kola. En 1326, Noruega y la República de Nóvgorod firmaron un acuerdo sobre la fiscalidad de la península de Kola y Finnmark. No se trazó una línea fronteriza, si bien se creó una marca donde ambos países tenían derecho a imponer impuestos a los sami. La colonización rusa por motivos religiosos comenzó en el siglo XVI, y las capillas ruso-ortodoxas se construyeron en Neiden, Petsamo y Boris Gleb. Esto aceleró la necesidad de una línea fronteriza específica. En 1582, el zar ruso Iván el Terrible declaró como parte de sus tierras la bahía de Kola, y luego especificó que Rusia reclamaba toda Laponia. Propuso además que se elaborara una nueva línea fronteriza. El rey Federico II de Dinamarca y Noruega respondió renovando el reclamo noruego de toda la tierra al mar Blanco. Su sucesor Christian IV viajó a lo largo de la costa de Finnmark en 1599 para aumentar el peso de los reclamos. Como parte del tratado de Knäred en 1613, Suecia abandonó todos sus reclamos en Finnmark.

Territorio (rosa) cedido por Rusia a Noruega en 1826.

El gobierno dano-noruego tomó la iniciativa de establecer una línea fronteriza en 1789. Las autoridades rusas estuvieron de acuerdo, pero debido a la guerra ruso-turca no se realizó ningún trabajo. Se plantearon nuevas solicitudes dano-noruegas en 1793, 1797 y 1809, sin la acción de su contraparte rusa. Noruega se unió con Suecia en 1814 y dos años más tarde el rey Carlos Juan nuevamente intentó iniciar las negociaciones, sin éxito. En 1825, sin embargo, se estableció una comisión común de Noruega y Rusia para trazar una línea fronteriza, lo que dio como resultado un informe y un mapa que fue aprobado por las autoridades de ambos países. El tratado se firmó en San Petersburgo el 14 de mayo de 1826, y el siguiente verano se colocaron los postes fronterizos a lo largo de la misma. El principio del thalweg fue seguido en los ríos Jakobselva y Pasvikelva. A lo largo de las fronteras terrestres, los marcadores de límites se colocaron a una distancia de 3,765 metros. La frontera es la más joven de Noruega y la más antigua de Rusia.

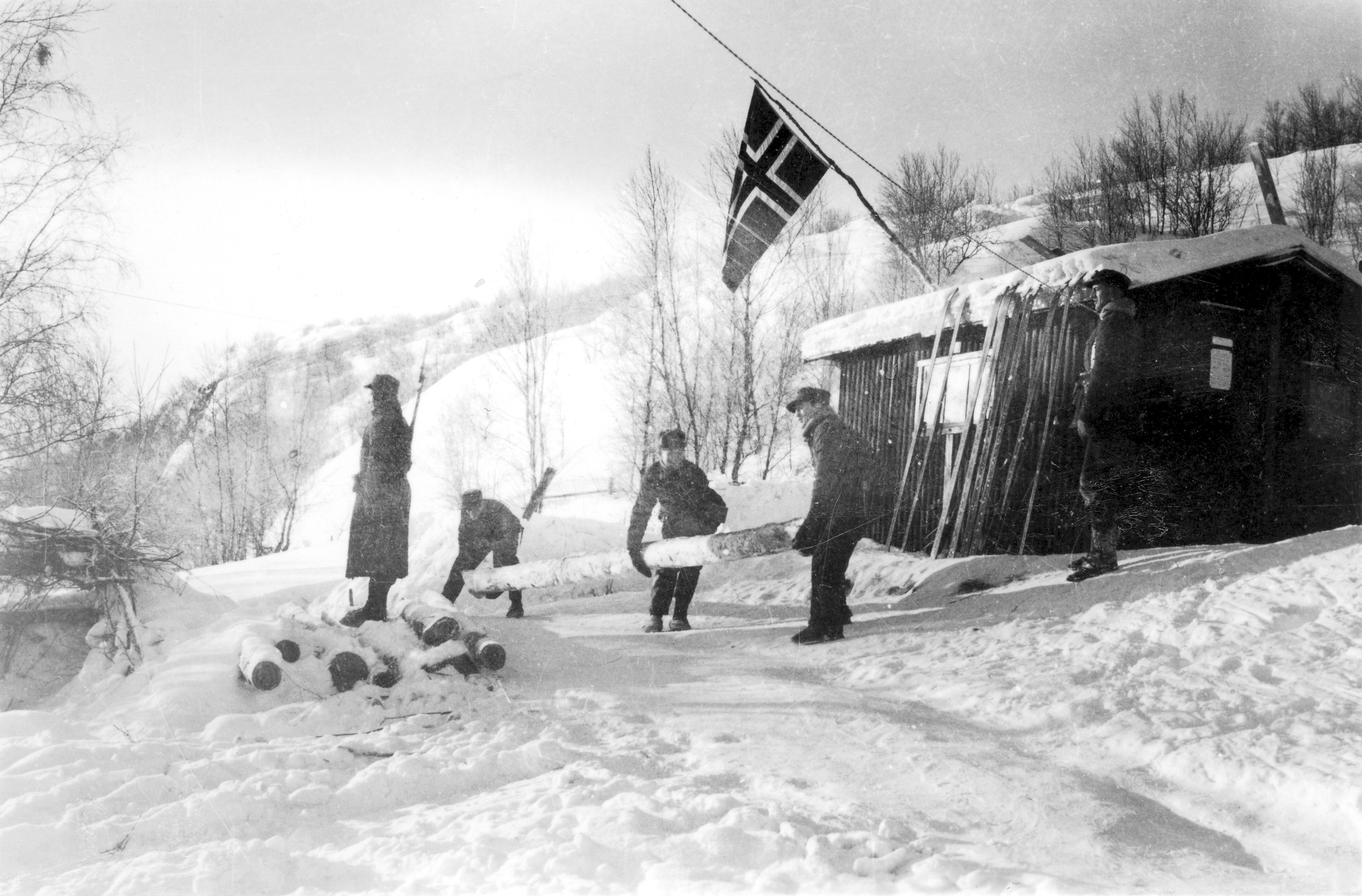
Noruegos custodiando la frontera entre Finlandia y Noruega en Skafferhullet en 1940, después del estallido de la Guerra de Invierno.

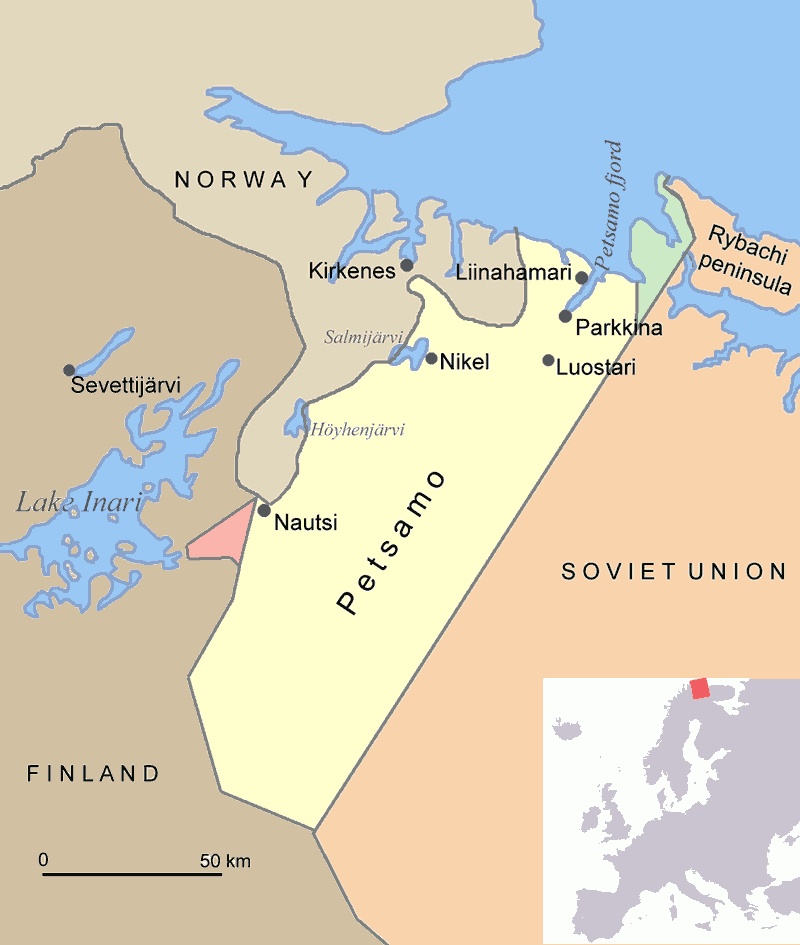
Petsamo fue primero cedido por Rusia a Finlandia en 1920, y luego revertido a la Unión Soviética debido al Armisticio de Moscú de 1944 y los tratados de paz de París (1947).

La frontera fue revisada en 1846; el primer mojón fue construido en Krokfjellet, y la frontera terrestre desde el mar hasta Golmmešoaivi fue demarcada y despejada. El marcador en la boca del Jakobselva había desaparecido y tuvo que ser reconstruido, mientras que otros tuvieron que ser reparados. Se acordó que se realizaría una revisión cada veinticinco años, que se formalizó mediante una declaración el año siguiente. Algunos marcadores se repararon en 1857, y se llevaron a cabo nuevas revisiones en 1871 y 1896. En el último año, el ancho del área despejada aumentó a 8 metros. Se crearon mapas para toda la línea fronteriza en escala 1:42,000, y en escala 1:8400 para el área que rodea inmediatamente a cada marcador. Una revisión parcial se llevó a cabo entre Neiden y el río Tana en 1912. Hasta la década de 1940, la frontera había estado abierta, sin controles fronterizos; los granjeros de Grense Jakobselv, por ejemplo, no tenían que preocuparse de si su ganado estaba en el lado correcto de la frontera.
A finales del siglo XIX se establecieron puestos de control aduanero en Elvenes y Grense Jakobselv. Las autoridades noruegas autorizaron el tránsito libre de aduanas de mercancías a lo largo del Pasvikelva. Había una cantidad limitada de comercio transfronterizo, y la importación para uso personal en ciertos volúmenes estaba libre de aduanas. Esto fue acelerado por los precios significativamente más bajos en Rusia en comparación con Noruega. De 1902 a 1917, el paso fronterizo se utilizó para contrabandear literatura revolucionaria a Rusia. El material se imprimió en la imprenta del periódico Finnmarken en Vadsø y se introdujo de contrabando en barco por la frontera. Durante la Primera Guerra Mundial seis soldados estaban estacionados en Nyborgmoen en Nesseby como "guardias de neutralidad". Esto se incrementó gradualmente de modo que hacia 1918 había 93 soldados estacionados en Sør-Varanger para proteger la frontera.
Finlandia declaró su independencia de Rusia después de la Revolución de Octubre, que fue seguida con el tratado de Tartu de 1920, y por el cual cedió Petsamo a Finlandia, dándole así acceso al mar de Barents. Esto dio como resultado que Noruega y la Unión Soviética ya no tuvieran una frontera común. La revisión planificada de 1921 no se llevó a cabo. Un tratado sobre la frontera fue firmado entre Finlandia y Noruega el 28 de abril de 1924, reemplazando el tratado de 1826, pero sin cambiar la línea fronteriza. Se llevó a cabo una revisión en 1925. La línea fronteriza en la boca del Jakobselva fue revisada el 12 de septiembre de 1931, y se colocaron nuevos marcadores en junio de 1939.

### Cierre del límite (1940)
El Armisticio de Moscú de 1944 y los Tratados de Paz de París de 1947 cedieron Petsamo y otras áreas finesas a Rusia. Durante la Segunda Guerra Mundial, el norte de Noruega sirvió como área de preparación para el ataque alemán contra Múrmansk. La Unión Soviética realizó una excursión por la frontera en 1944 en la ofensiva Petsamo-Kirkenes, cuyo objetivo era expulsar las fuerzas militares alemanas en la zona. Las fuerzas soviéticas tomaron la ciudad de Kirkenes, que había sido evacuada por los alemanes usando tácticas de tierra quemada, el 24 de octubre de 1944. Las tropas soviéticas continuaron hacia el oeste hasta Tana, pero se retiraron en septiembre de 1945.
La cesión de Petsamo por Finlandia a la Unión Soviética no tuvo ningún efecto en la frontera, ya que la Unión Soviética por defecto heredó la antigua frontera. Se creó una comisión común para la revisión fronteriza, con negociaciones que tuvieron lugar del 1 al 16 de agosto de 1946. La revisión de campo tuvo lugar entre el 1 de julio y el 4 de septiembre de 1947. Noruega propuso inicialmente usar montones de piedras para marcar la frontera, pero la Unión Soviética quería usar el mismo método que a lo largo de sus otras fronteras, con marcadores de madera, cada 2 metros de la línea fronteriza. Tendría que haber una línea de visión libre desde cada par de marcadores hasta el siguiente. Al principio, la idea encontró resistencia por parte de las autoridades noruegas por razones de costos, pero pronto acordaron el principio de reducir los cruces fronterizos no intencionales. Los marcadores en el suelo se excavaron a una profundidad de 2 metros y los marcadores se sujetaron con cuatro tornillos en la roca del suelo. Se establecieron puntos de control fronterizos en Skafferhullet y Boris Gleb. Se realizaron mediciones geodésicas para establecer el borde de acuerdo con el elipsoide de Bessel. Toda el área de la frontera fue mapeada en 1:20,000.

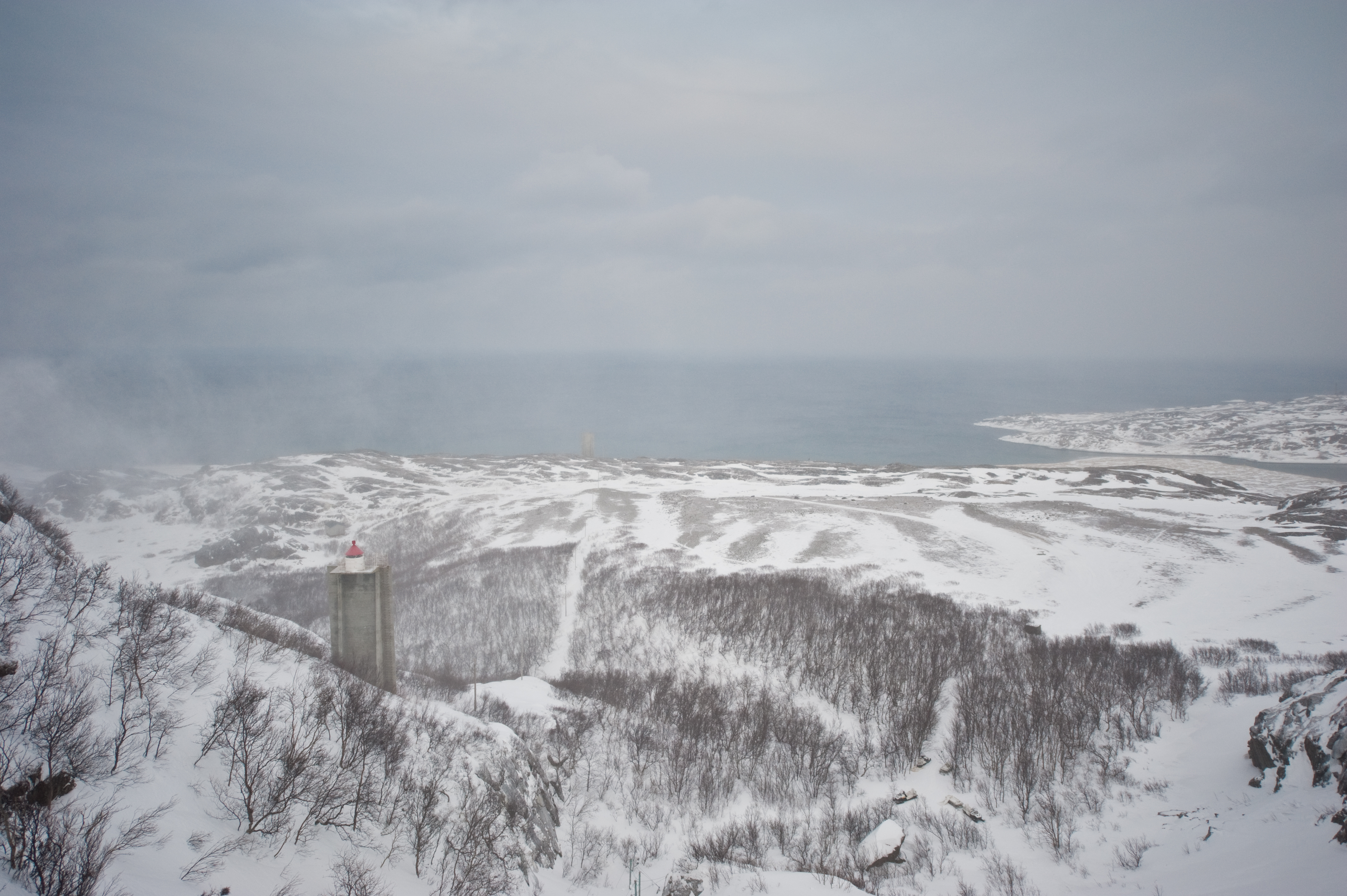
Un puesto fronterizo noruego en marzo, no lejos de la costa Ártica.

Las autoridades soviéticas hicieron propuestas para cambiar la frontera. El primero fue un intercambio equitativo de tierras en Skoltefoss, pero esto fue rechazado por las autoridades noruegas, ya que la cesión propuesta era valiosa para la hidroelectricidad. En Grensefoss, Noruega poseía tierras en ambos lados de la frontera, pero las autoridades noruegas no tenían interés en cambiar la frontera porque querían que siguiera siendo la misma de 1826. La frontera a lo largo de Klistervatn y Fossevatn se estableció sobre la base de los mapas de 1896. En la desembocadura del Jakobselva los mapas de 1896 eran de mala calidad pues el thalweg había cambiado desde 1896. La línea del thalweg crearía problemas para el asentamiento en Grense Jakobselv, ya que no podrían usar su puerto o tener libre acceso al mar. Por lo tanto, los países acordaron una nueva línea basada en una propuesta noruega, a cambio de que la Unión Soviética recibiera tres islotes, incluidos Kistholmen y Brennholmen, en el río Pasvik. La frontera marítima dentro de las aguas territoriales se estableció mediante un protocolo firmado el 15 de febrero de 1957. Se marcó con dos marcadores principales y originalmente se estiró 4 millas náuticas (7,4 km).

### Guerra Fría

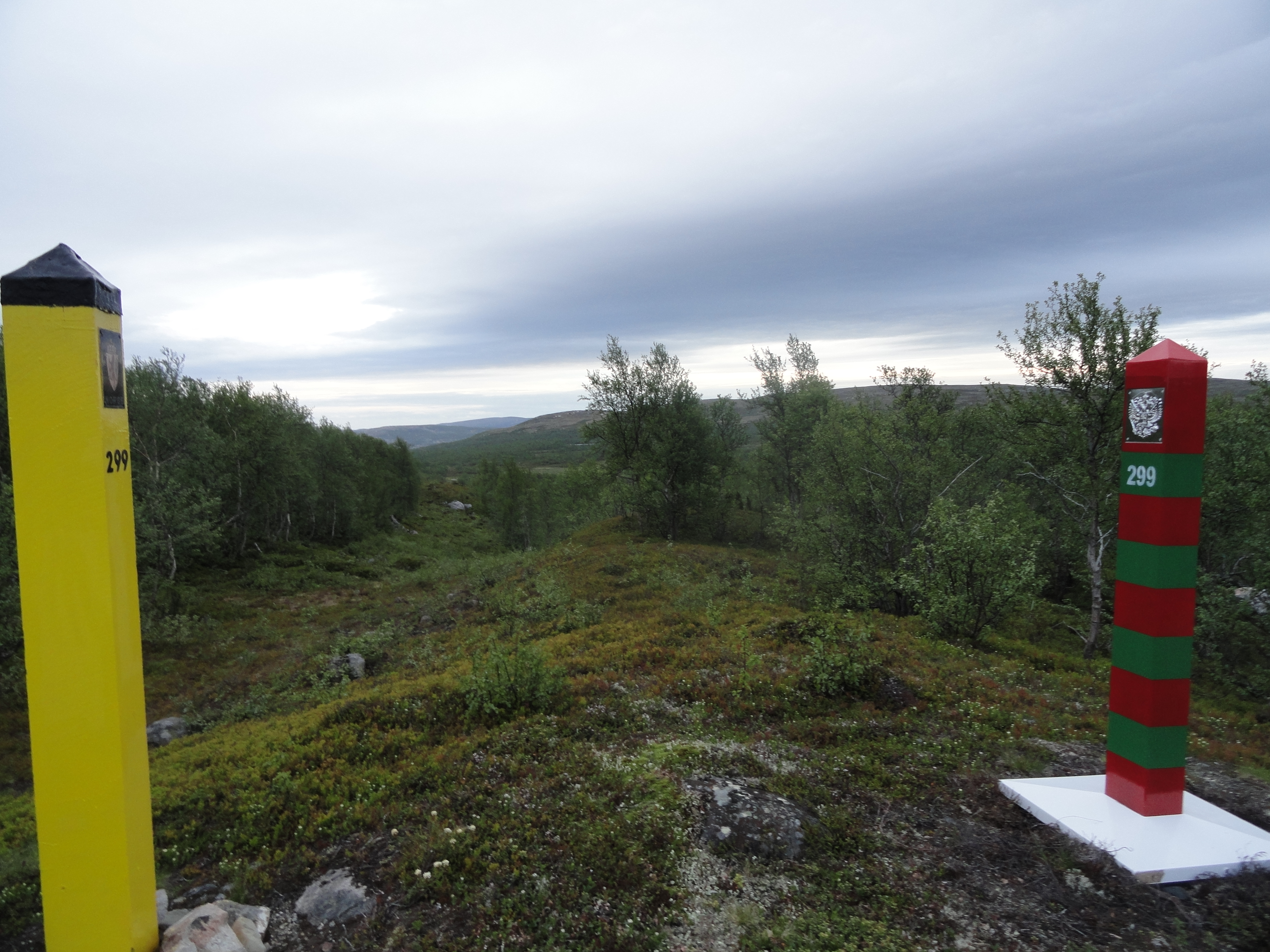
Marcadores de Noruega (amarillo) y Rusia (rojo y verde). La frontera corre entre ambos.

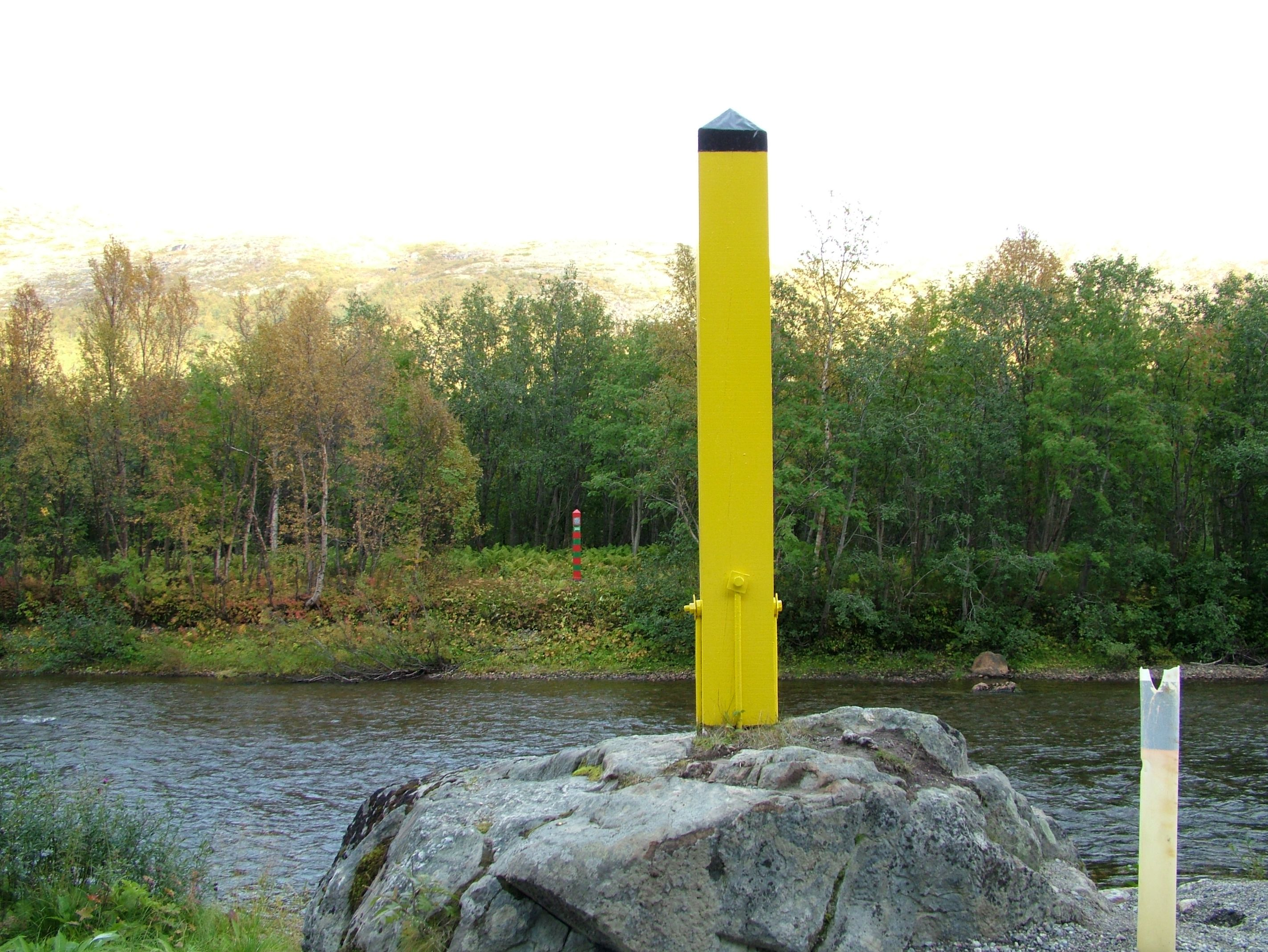
El río Jakobselva, que marca la frontera.

Durante la era soviética, la frontera era custodiada por las tropas fronterizas soviéticas. La frontera era una de las dos existentes entre la OTAN y la Unión Soviética, siendo la otra aquella entre la Unión Soviética y Turquía. Esto aseguró que las relaciones fronterizas entre Rusia y Noruega fueran un asunto relevante para la OTAN. Durante la Guerra Fría, la Unión Soviética fue considerada el principal enemigo de Noruega y esta mantenía una gran presencia militar en la frontera. Los planes del gobierno noruego para la defensa de Finnmark contra la Unión Soviética durante ese periodo se basaron en el uso de tácticas de tierra arrasada en el caso de que los soviéticos cruzaran el límite. Todo el condado de Finnmark fue considerado por la OTAN como una zona de amortiguación. Los líderes militares noruegos consideraban que la población del condado era potencialmente poco confiable y por tanto no estarían dispuestos a defender a su país de intrusos, debido a la especial composición étnica y política del condado, específicamente a la población sami y un número más alto de simpatizantes comunistas que en otros lugares.
Inicialmente, todas las reuniones entre los comisarios noruegos y soviéticos se llevaron a cabo en el cruce Storskog-Boris Gleb. Los soviéticos rápidamente compraron una pequeña cabaña para organizar reuniones. Al principio se convocarían reuniones entre los dos comisionados alzando una bandera o una luz roja en la frontera, y los soldados del otro país alertarían al comisionado, que se reuniría en dos horas. Más tarde, se instaló una conexión telefónica y las partes acordaron estar disponibles dos horas cada día de la semana junto con un intérprete. En un comienzo el comisionado soviético tenía su base en Salmijärvi, pero luego se mudó a Nikel.

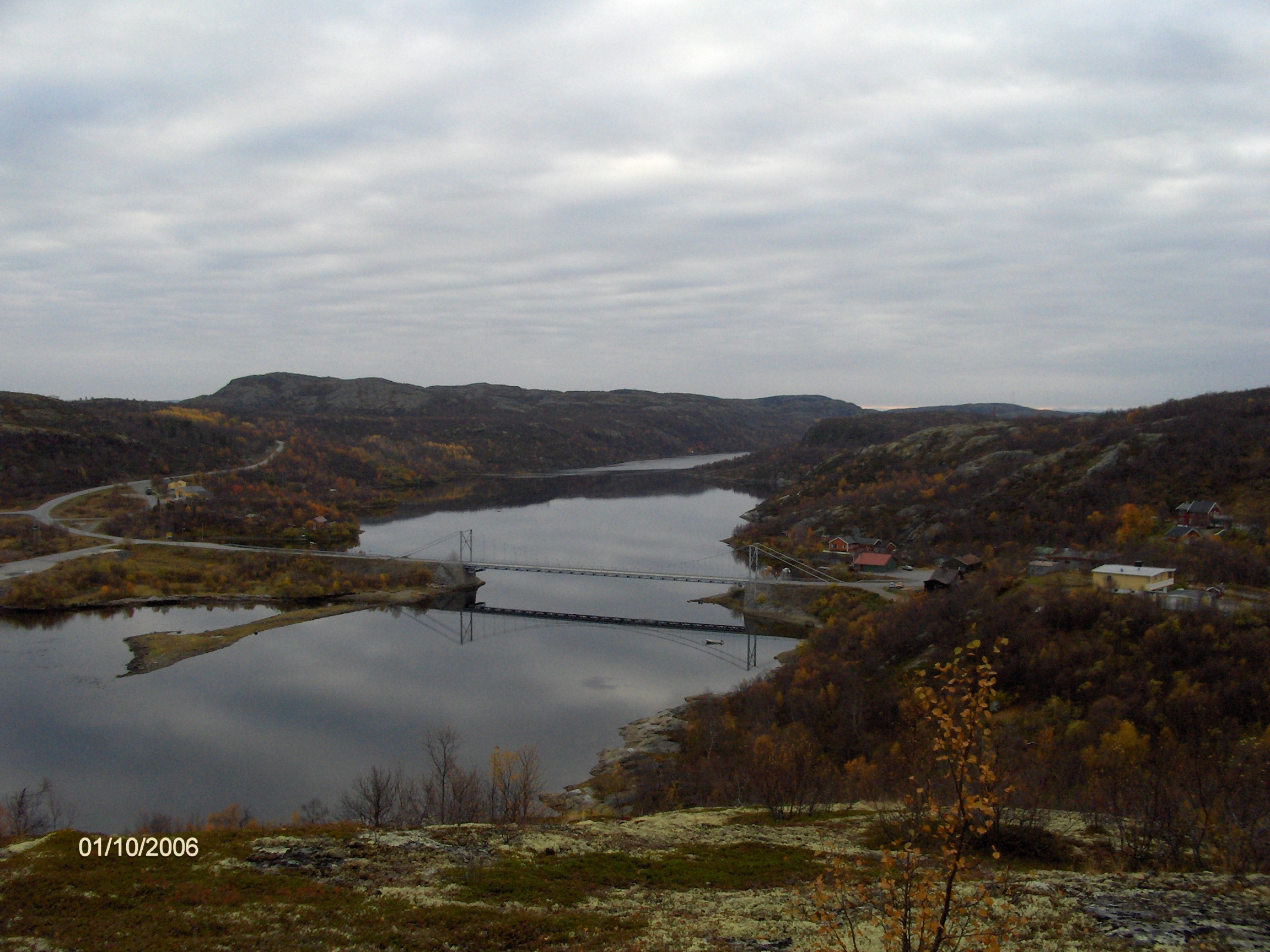
Mirando río arriba desde Elvenes; el puente y la comunidad están en Noruega, mientras que el río está en Rusia.

El área a ambos lados del río presenció una mayor industrialización, especialmente Sydvaranger en Noruega y Pechenganikel en Rusia. Esto planteó la cuestión de utilizar el Pasvikelven para la hidroelectricidad. Se firmó un acuerdo en 1957 que resultaría en la construcción de cuatro centrales eléctricas, las plantas hidroeléctricas del río Paatsjoki, de los cuales dos eran propiedad de cada uno de los países. Los cuatro fueron construidos por contratistas noruegos y, como los sitios se construyeron a ambos lados de la frontera, requirieron una mayor flexibilidad en los procedimientos de cruce fronterizo. Esto se complicó aún más porque los trabajadores no tenían la sensación de que se estaba cerrando la frontera y de transgresiones frecuentes e inocentes de los protocolos fronterizos. Las plantas de energía se abrieron entre 1963 y 1978. Hasta que las centrales eléctricas se abrieron, el río se había utilizado para la conducción de troncos desde Finlandia hasta el aserradero de Elvenes, lo que estaba permitido según el tratado fronterizo.
Una provocación en la frontera soviética el 7 de junio de 1968, junto con la invasión de Checoslovaquia ese año y un aumento general de la actividad militar soviética en la zona, contribuyeron a un gran aumento en la financiación para la presencia militar noruega en el borde. Sin embargo, el límite entre Rusia y Noruega es la única de las fronteras rusas donde no se ha llevado a cabo una guerra abierta entre ambos países fronterizos. (hubo una guerra entre la Unión Soviética y la Noruega controlada por Alemania que afectó mucho esta área)

### Aumento del tráfico

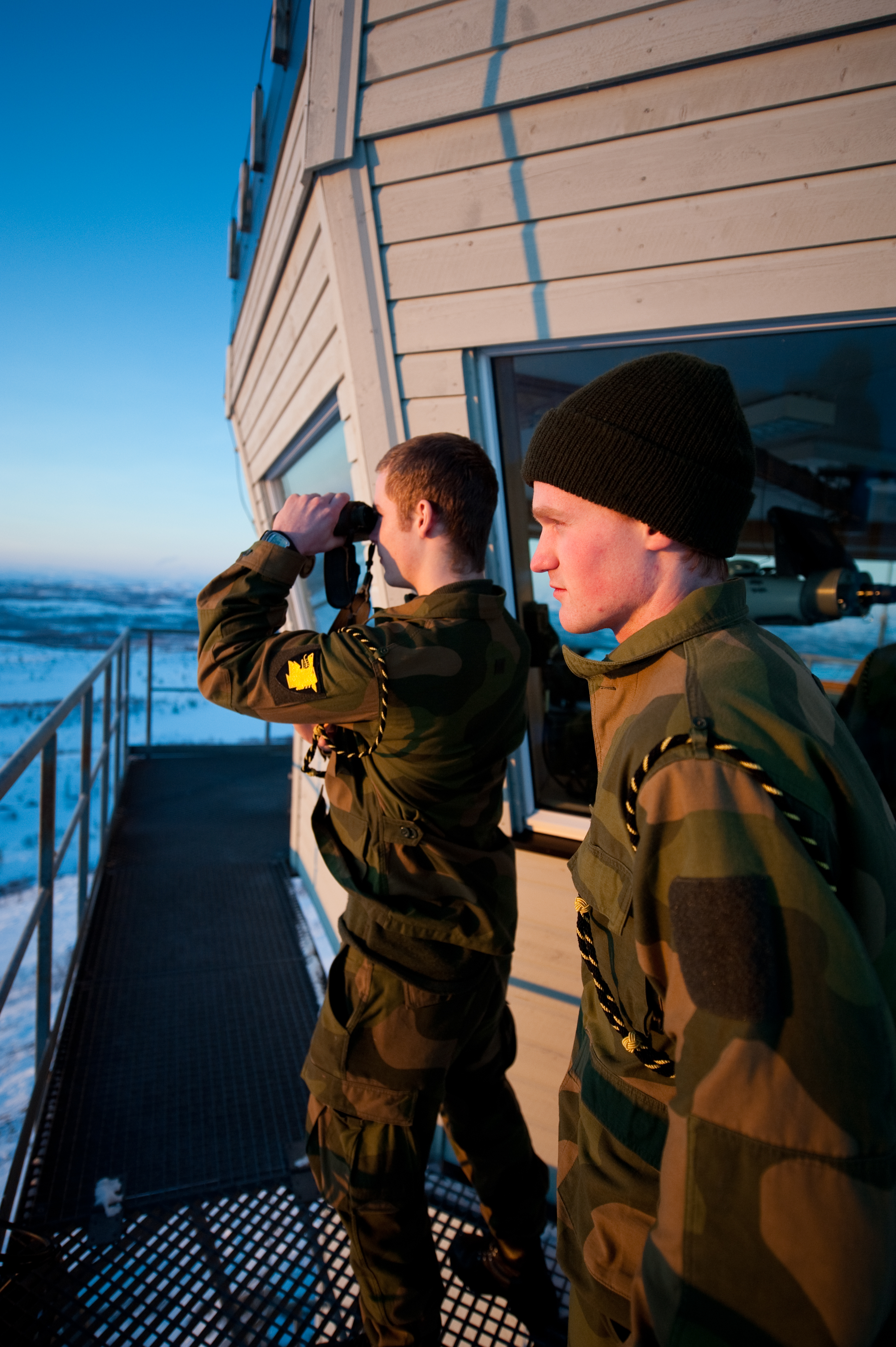
Conscriptos de la guarnición noruega de Sør-Varanger patrullan la frontera desde un puesto fronterizo.

La disolución de la Unión Soviética en 1991 hizo que la frontera de la Unión Soviética con Noruega se convirtiera en la frontera entre Noruega y Rusia. Esto dio lugar a una política de cruce fronterizo más liberal, que vio aumentar el número de cruces a 80,000 para 1992. Para las autoridades noruegas esto significaba que la policía y las autoridades aduaneras tendrían que estar regularmente estacionadas en la frontera. Una gran cantidad del tráfico inicial provenía de los rusos que vendían artesanías y recuerdos en mercados y ferias en toda Finnmark. Desde 1992, las autoridades noruegas introdujeron limitaciones a la actividad, lo que dio lugar a una reducción del tráfico transfronterizo. Sin embargo, en 1998 el tráfico casi había llegado a 100,000.
De 1991 a 1999 (cuando Polonia se unió a la OTAN), Noruega fue el único país de la OTAN que compartía una frontera terrestre con Rusia. Esto causó una disminución del interés aliado en la cuestión fronteriza de Noruega, dejando a Noruega más para sí misma en la gestión de la relación. La cooperación en materia de conservación de la naturaleza comenzó en 1990. Inicialmente fue una propuesta noruega para proteger la importante zona de aves y el lago de Fjærvann, que resultó en la creación de la reserva natural conjunta de Pasvik. La parte rusa se estableció formalmente en 1992 y la parte noruega el año siguiente.
En 2003 se abrió una nueva estación fronteriza en Boris Gleb, financiada por el Ministerio de Asuntos Exteriores de Noruega. Noruega y Rusia firmaron un protocolo el 11 de julio de 2007 que estableció la frontera a través del Varangerfjord a 73 kilómetros de tierra. En 2011, los dos países acordaron reemplazar los marcadores de madera con postes hechos de materiales compuestos. Esto fue para reducir la necesidad de mantenimiento, ya que se espera que los nuevos marcadores tengan una vida útil de hasta cincuenta años, en comparación con cinco a diez años para los postes de madera. Esto se llevó a cabo al mismo tiempo que una revisión de la frontera y la creación de nuevos mapas a lo largo de un corredor de 2 a 3 kilómetros de ancho a ambos lados de la línea fronteriza. Nuevos mapas fueron completados en 2012.
El trabajo comenzó en 2011 en el lado ruso y 2014 en el lado noruego para actualizar la carretera E105. Cuando se complete en 2017, reducirá el tiempo de viaje entre Kirkenes y Múrmansk en treinta minutos. A principios de enero de 2012 se abrió un tercer puesto de control ruso en la carretera entre Boris Gleb y Nikel. Sin embargo, fue eliminado un mes después, junto con el puesto de control en Titovka. Los residentes de Sør-Varanger y partes del distrito de Petsamo pueden desde el 29 de mayo de 2012 visitar el otro país sin una visa (pero necesitan un permiso, una especie de visa de múltiples viajes), con la condición de que no viajen fuera de una zona 30 a 50 kilómetros de la frontera.

### Delimitación del límite marino

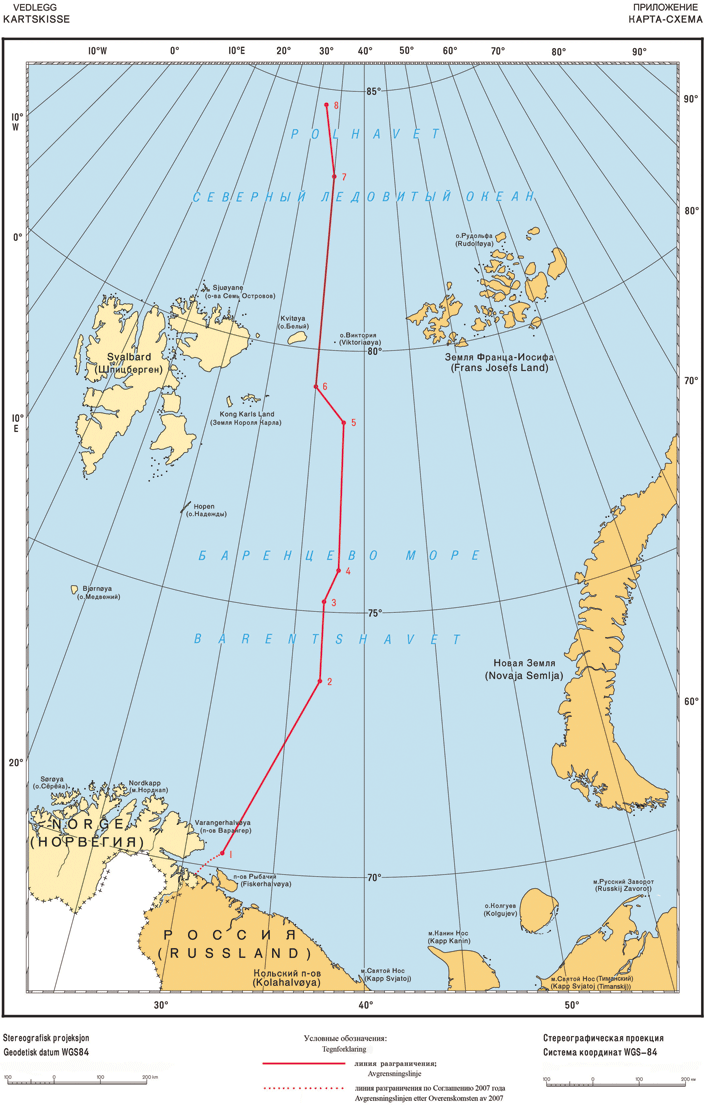
Mapa del borde de delimitación.

Las negociaciones en la frontera marítima exterior se iniciaron en 1970. Noruega alegó, de conformidad con el artículo 15 de la Convención de las Naciones Unidas sobre el Derecho del Mar y la Convención Sobre Alta Mar, que dicho límite debería seguir el principio de equidistancia, definiéndose por puntos medios entre la superficie terrestre más cercana o las islas, como es práctica habitual a nivel internacional. La Unión Soviética afirmó, basándose en una decisión de Iósif Stalin de 1926, que no fue reconocida por ningún otro país que no fuera la Unión Soviética, que debería aplicarse un "principio sectorial", de modo que el límite debería seguir las líneas meridianas. La mayoría del área disputada estaba dentro de lo que normalmente se consideraría noruego según los tratados internacionales pertinentes. En 1975, los dos países acordaron una moratoria que prohíbe la exploración de petróleo y gas en el área disputada.
En 1978 fue firmado un acuerdo temporal de regulación de la pesca en una zona de 60.000 kilómetros, llamado "Zona Gris" en algunos documentos de la misma época, y que desde entonces ha sido renovado anualmente. Desde el lado noruego, el acuerdo fue negociado por el político del Partido Laborista Jens Evensen y su protegido Arne Treholt, quien luego fue expuesto como un espía soviético y declarado culpable de alta traición. El acuerdo fue muy controvertido en Noruega. Muchos noruegos creían que Evensen y Treholt daban demasiadas concesiones a la Unión Soviética, y que estaban motivados por las simpatías soviéticas. El acuerdo causó consternación en el parlamento y el gobierno, y Evensen tuvo dificultades para recibir la aceptación de su propio gobierno, donde muchos sostuvieron la opinión de que había excedido su autoridad. La oposición lo criticó por haber aceptado menos que el reclamo legítimo de Noruega. Treholt, que cumplía una condena de veinte años, admitió en 1990 que había actuado como informante de los negociadores soviéticos. El arresto y la condena de Treholt en 1984 y 1985 tuvieron un efecto devastador en Evensen, quien se retiró por completo de la vida pública.

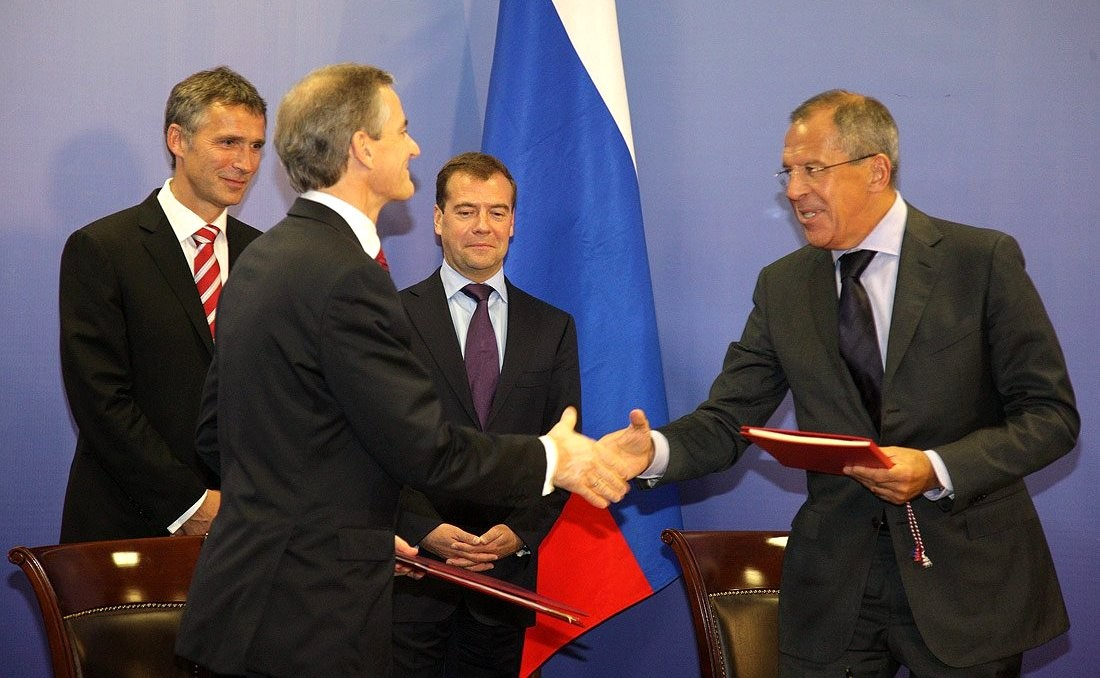
Firma del tratado ruso-noruego sobre delimitación y cooperación marítima en el mar de Barents y el océano Ártico en Múrmansk el 15 de septiembre de 2010.

Durante una reunión en Oslo el 27 de abril de 2010, el presidente de Rusia, Dmitry Medvedev, y el primer ministro de Noruega, Jens Stoltenberg, anunciaron que se había resuelto la disputa territorial en el mar de Barents. El acuerdo es un compromiso que divide un área disputada de alrededor de 175.000 kilómetros cuadrados en dos partes de aproximadamente el mismo tamaño. El acuerdo fue firmado el 15 de septiembre de 2010 en Múrmansk por Medvedev y Stoltenberg. El Parlamento de Noruega aprobó por unanimidad el tratado el 8 de febrero de 2011. El debate duró solo una hora, y todos los representantes de los partidos políticos noruegos elogiaron el acuerdo. El 30 de marzo, la Duma Estatal de Rusia también votó a favor de la ratificación, a pesar de la fuerte oposición de los representantes del Partido Comunista. Medvedev firmó una ley que ratificó el tratado el 8 de abril de 2011. La ley fue titulada "Ley Federal sobre la Ratificación del Tratado entre la Federación de Rusia y el Reino de Noruega sobre Delimitación y Cooperación Marítima en el Mar de Barents y el Océano Ártico". Después de la ratificación por ambos países, hubo un período de espera de 30 días antes de que entrara en vigor.
El tratado entró en vigor el 7 de julio de 2011, poniendo fin a la disputa fronteriza de 44 años. El tratado estipula las condiciones para la cooperación pesquera, que prevé la retención del mecanismo para regular conjuntamente la pesca en el mar de Barents. El tratado también define los principios de cooperación en la exploración de yacimientos de hidrocarburos. Un depósito cruzado por la frontera marítima solo puede explotarse como un todo sujeto a un acuerdo bilateral. El tratado fronterizo es económicamente significativo, ya que posibilita la realización de prospecciones geológicas y la perforación de hidrocarburos en el área anteriormente disputada, que se estima contiene hasta 6.800 millones de toneladas de petróleo y gas. El área se encuentra al oeste de Shtokman, uno de los campos de gas natural más grandes del mundo.